# Tricentrus elaeagni
Tricentrus elaeagni är en insektsart som beskrevs av Yuan och Fan. Tricentrus elaeagni ingår i släktet Tricentrus och familjen hornstritar. Inga underarter finns listade i Catalogue of Life.